# René Argelliès
René, Joseph, Louis, Marie Argelliès (Sant Pau de Fenollet, 15 d'agost de 1915 - Perpinyà, 21 de gener de 2004) va ser un metge i polític nord-català. Era fill del metge i polític radical-socialista Étienne Argelliès i per la seva mare Louise, net de l'industrial Louis Abram.

## Metge
Estudià medicina a Tolosa de Llenguadoc, on fou secretari general de l'Associació d'Estudiants de Tolosa i president dels Estudiants Catalans de Tolosa. Es va doctorar en medicina el 1939 i després de participar en la guerra de 1939-1949 va practicar la medicina general a Perpinyà el 1941. El 1943 fou el primer metge laboral a Perpinyà. Entre 1964 i 1980 fou president del consell d'administració de la Societat Termal dels Banys de Toès.

## Polític
Es va implicar en política el 1945. Va fundar les Joventuts Radicals-Socialistes dels Pirineus Orientals i va presidir aquesta entitat en el Comitè Radical-Socialista del Departament. El 1947 fou conseller municipal de Perpinyà i delegat de belles arts, càrrec que va ocupar durant 12 anys. Sota el seu impuls es va renovar i enriquir amb noves col·leccions el Museu d'Art Jacint Rigau, com una important col·lecció de mobles, peces i medalles pertanyents a Joseph Puig. En 1959 va donar al museu el nom de Jacint Rigau. En contacte amb les monedes adquirides pel museu de Perpinyà, es va apassionar per la numismàtica, de la que ràpidament es converteix en especialista. El 1958 es va crear a Perpinyà el museu Puig per albergar la col·lecció Puig. També va crear el Museu d'Arts i Tradicions Populars de Perpinyà i va traslladar la Biblioteca Municipal a la Casa Pams. Va perdre el seu lloc com a regidor a les eleccions de 1959, on va ser derrotat. Va ser conseller general del cantó de Sornià de 1949 a 1967.
El 1977, va ser el cap de la llista d'Unió d'esquerres a les eleccions municipals de Perpinyà. Batut a la segona ronda per Paul Alduy, va assolir escó de conseller municipal i obté la gestió del Museu Puig. Va ser reelegit regidor de la ciutat el 1983 i no es va presentar el 1989.